# Edward Pigot
Edward Francis Pigot (18 septembre 1858 - 22 mai 1929) est un prêtre jésuite, sismologue et astronome australien d'origine irlandaise. Il est président de la branche de la Nouvelle-Galles du Sud de la British Astronomical Association en 1923-1924 et membre du conseil de la Royal Society of New South Wales de 1921 à 1929.

## Biographie

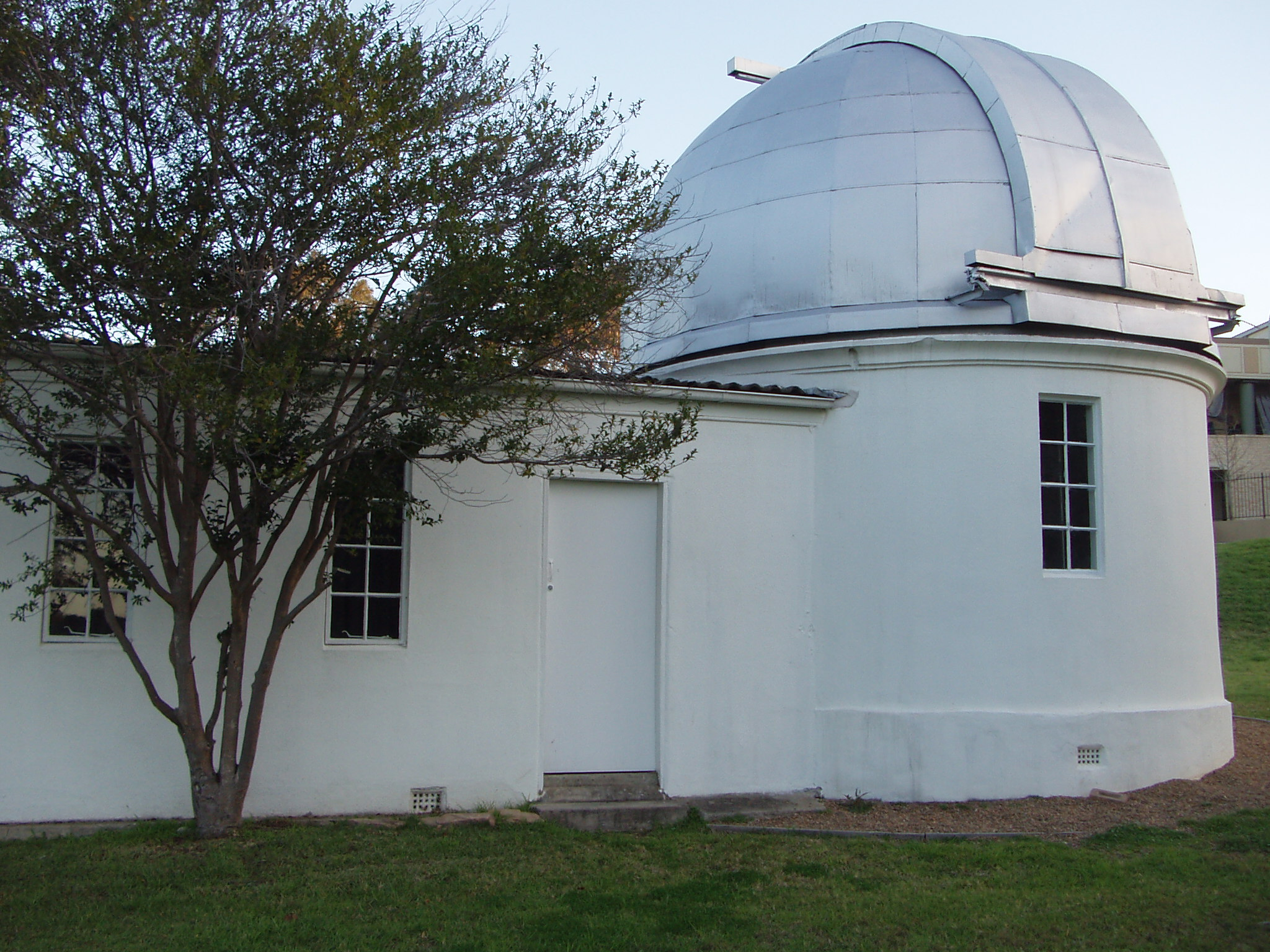
L'observatoire du Saint Ignatius' College de Riverview, fondé par Edward Francis Pigot en 1908.

Pigot est né à Dundrum, en Irlande, fils de David Richard Pigot junior (maître de la Cour de l'Échiquier) et de Christina Murray, fille de Sir James Murray, un médecin bien connu et de sa première épouse Mary Sharrock. Il est le petit-fils de David Richard Pigot, baron en chef de l'Échiquier irlandais et Catherine Page. Edward est d'abord éduqué par des tuteurs à la maison et une gouvernante. Il entre au Trinity College de Dublin et obtient un BA en 1879 et un baccalauréat en chirurgie en 1882.
Pigot enseigne à l'University College Dublin mais émigre en Australie en 1888 en raison d'une mauvaise santé. Il enseigne ensuite au St Francis Xavier's College, Melbourne, puis au Saint Ignatius' College, Riverview, Sydney, comme maître de sciences à partir d'août 1889. À partir de 1892, il étudie avec des jésuites français à Jersey puis la théologie à Milltown Park à Dublin et est ordonné prêtre le 31 juillet 1898. Il se porte volontaire pour la mission chinoise en 1899 et travaille à l'observatoire Zi-Ka-Wei (Xujiahui) jusqu'en 1903, date à laquelle il passe un an en Australie. Il passe trois ans de plus à Zi-Ka-Wei avant de venir à Sydney toujours en mauvaise santé.
Pigot a visité l'observatoire jésuite de Manille et a l'intention de construire un observatoire de classe mondiale à Riverview où il commence les observations météorologiques le 1er janvier 1908. Une station sismologique est également mise en place, Pigot commande un ensemble de sismomètres Wiechert. L'observatoire du Riverview College ouvre ses portes en tant que station sismologique en mars 1909 et des observations sismologiques continuent d'y être effectuées.
Entre 1910 et 1922, Pigot se rend à l'île Bruny (en Tasmanie), aux Tonga et à Goondiwindi (au Queensland) pour observer les éclipses solaires totales. Il visite également plusieurs observatoires en Europe et en Amérique du Nord. Il effectue des mesures de marées, de déviation de la croûte terrestre et entreprend des expériences avec un pendule de Foucault. Il observe un tremblement de terre majeur le 1er septembre 1923 avec un sismologue japonais en visite, Fusakichi Ōmori. Ce tremblement de terre détruit Tokyo.
De 1925 à 1929, Pigot prend des mesures de rayonnement solaire à Riverview et Orange pour les utiliser dans les prévisions météorologiques à long terme. Il contracte une pneumonie alors qu'il cherche un site en haute altitude au mont Canobolas. Il meurt à North Sydney et est enterré au cimetière de Gore Hill.